# Кльвув (гмина)
Кльвув (пол. Gmina Klwów) — сельская гмина (волость) в Польше, входит в Пшисухский повет (Мазовецкое воеводство). Население — 3467 человек (на 2004 год).

## Демография
| Перепись                       | Всего   | Всего | Женщины | Женщины | Мужчины | Мужчины |
| ------------------------------ | ------- | ----- | ------- | ------- | ------- | ------- |
| Единицы                        | человек | %     | человек | %       | человек | %       |
| Население                      | 3467    | 100   | 1752    | 50,5    | 1715    | 49,5    |
| Плотность населения (чел./км²) | 38,3    | 38,3  | 19,4    | 19,4    | 19      | 19      |

## Сельские округа
1. Борова-Воля
2. Бжески
3. Дронжно
4. Глушина
5. Кадзь
6. Кльвув
7. Клудно
8. Лигензув
9. Новы-Свят
10. Подчаша-Воля
11. Пшисталовице-Дуже
12. Пшисталовице-Дуже-Колёня
13. Сады-Колёня
14. Сульгостув
15. Улюв
16. Улюв-Колёня

## Соседние гмины
1. Гмина Нове-Място-над-Пилицей
2. Гмина Одживул
3. Гмина Потворув
4. Гмина Русинув
5. Гмина Высмежице